# 막시밀리아네 브렌타노
막시밀리아네 오이프로지네 쿠니군데 폰 블리테르스도르프(독일어: Maximiliane Euphrosine Kunigunde von Blittersdorf, 1802년 11월 8일 – 1861년 9월 1일)는 독일의 피아니스트로, 루트비히 반 베토벤의 친구였으며, 베토벤은 그녀에게 많은 작품을 바쳤다. 그녀는 베토벤의 열병의 대상이었을 가능성이 높으며, 이른바 "멀리 있는 연인"으로 추정되고 있는 인물이기도 하다.

## 생애
막시밀리아네 브렌타노는 막시밀리아네 오이프로지네 쿠니군데 브렌타노(Maximiliane Euphrosine Kunigunde Brentano)라는 이름으로 프랑크푸르트에서 태어났다. 아버지는 프랑크푸르트 출신의 부유한 상인, 프란츠 도미니쿠스 브렌타노(1765–1844)였고, 어머니는 빈 출신의 자선가, 미술품 수집가, 예술가 후원자, 안토니 브렌타노(1780–1869)였다. 그녀는 훌륭한 피아니스트였으며, 그녀의 어머니와 마찬가지로 1810년에서 1812년 사이에 베토벤의 가장 가까운 친구 집단에 속해 있었다. 막시밀리아네는 음악적으로 아마도 빌헬름 카를 러스트(1787–1855)의 피아노 학생이었던 것으로 여겨진다. 1807년에 러스트는 빈으로 왔으며, 피아니스트 도르테아 폰 에르트만과 함께 머물며 뛰어난 재능을 가진 막시밀리아네를 가르쳤다. 이 때문에 러스트는 그의 피아노 연주에 대해 매우 긍정적으로 논평했던 베토벤과도 만남을 갖게 되었다. 그는 나중에 베토벤과의 만남에 대해서 데사우의 친척들에게 여러 편지를 썼다.
1824년에 그녀는 바덴의 개인 법률고문이자 국무장관이었던 프리드리히 폰 블리터스도르프(1792-1861)와 결혼했다. 두 사람 사이에서는 네 명의 자녀가 있었다.
실비아 보우덴은 1821년에 19세였던 막시밀리아네에게 헌정된 피아노 소나타 30번, 작품 번호 109와 연가곡, 멀리 있는 연인에게, 작품 번호 98을 연결짓는 모티브를 발견했다. 보우덴의 2009년의 에세이에서는 막시밀리아네의 결혼 첫 해(1825년)에서의 연가곡과의 음악적 연관성을 제시하고, 막시밀리아네를 "멀리 있는 연인"으로 지정하는 추가 증거를 탐구한다. 보조 자료는 일화, 일기, 편지 및 대화책에서 드러난 베토벤의 삶과 생각의 측면에서 추출되었고, 작품 번호 98(약 1816/1817년경)과 작품 번호 109(약 1820/1821년경)의 시기를 강조하고 있다. 1825년 봄에 베토벤은 심각한 병을 앓았고, 그해 5월에 현악 사중주 내림나장조, 작품 번호 130을 작곡하기 시작했다. 막시밀리아네의 결혼은 작곡가의 인생에서 중요한 이정표가 되었을 것이다. 그는 이전에 작품 번호 98을 작품 번호 109에 연결했던 것과 같은 방식으로 작품 번호 98의 모티브를 작품 번호 130으로 엮었다. "멀리 있는 연인"의 영향이 특히 두드러지는 것은 느린 악장 카바티나에서이다. 서정적인 카바티나는 그의 가장 깊은 감정을 표현하고 있다.
막시밀리아네는 1861년에 루체른 호수가 있는 브루넨에서 사망했다.